# Elecciones estatales de Baja Sajonia de 1986
La elección estatal de Baja Sajonia de 1986 tuvo lugar el 15 de junio de 1986.

## Antecedentes
En las elecciones regionales de 1982, la CDU bajo el primer ministro Ernst Albrecht había conseguido el 50,7 por ciento de los votos, su mejor resultado en Baja Sajonia, mientras que el SPD bajo Karl Ravens había sufrido grandes pérdidas.
Dado que esta ya era la segunda derrota de Ravens contra Albrecht, el socialdemócrata renunció a su postularse nuevamente en 1986 para que su partido designara a un nuevo candidato.
La dirección del SPD postuló originalmente a la exministra Federal Anke Fuchs. Sin embargo, después de que el expresidente Federal de la Juventud Socialista y exmiembro diputado del Bundestag Gerhard Schröder presentara su precandidatura, Fuchs renunció en su favor.
Dentro del SPD, hubo algunas disputas acerca de la cuestión de la coalición: Durante la campaña de las elecciones federales de Alemania de 1987, el candidato a canciller Johannes Rau, había descartado una coalición con los Verdes. Schröder, por el contrario, no excluía una coalición rojo-verde.
Los conflictos relevantes entre Rau y Schroeder fueron uno de los temas de la campaña.

## Resultados
| Partido | Partido              | Votos   | %     | Mand. directos | Escaños |
| ------- | -------------------- | ------- | ----- | -------------- | ------- |
|         | CDU                  | 1903559 | 44,34 | 55             | 69      |
|         | SPD                  | 1807157 | 42,09 | 45             | 66      |
|         | GRÜNE                | 303308  | 7,06  |                | 11      |
|         | FDP                  | 257873  | 6,01  |                | 9       |
|         | Patrioten            | 11284   | 0,26  |                |         |
|         | DKP                  | 5690    | 0,13  |                |         |
|         | Die Weissen          | 3858    | 0,09  |                |         |
|         | Bürgerpartei         | 198     | 0,00  |                |         |
|         | Deutsche Solidarität | 38      | 0,00  |                |         |
|         | JV                   | 17      | 0,00  |                |         |
|         | Independientes       | 164     | 0,00  |                |         |
| Total   | Total                | 4293146 |       | 100            | 155     |

Mientras que la CDU perdió su mayoría absoluta y pudo constituir sólo una pequeña mayoría con el FDP, el SPD tuvo aumentos significativos pero aun así no fue el partido más votado.
Albrecht fue posteriormente confirmado como primer ministro. Schröder renunció a su escaño en el Parlamento y se convirtió en líder de la oposición.